# Anthony King
Anthony Lamar King (Durham, Carolina del Norte, 22 de enero de 1985) es un exjugador de baloncesto estadounidense nacionalizado chipriota. Con 2,07 metros de estatura, jugaba en las posiciones de ala-pívot o pívot.

## Trayectoria deportiva

### Universidad
Jugó cinco temporadas con los Hurricanes de la Universidad de Miami, en las que promedió 6,4 puntos, 6,5 rebotes y 1,7 tapones por partido. En 2011 fue incluido por la prensa especializada en el mejor quinteto defensivo de la Atlantic Coast Conference.

### Profesional
Tras no ser elegido en el Draft de la NBA de 2008, fichó por el equipo alemán del Skyliners Frankfurt, donde disputó una temporada en la que promedió 3,1 puntos y 2,6 rebotes por partido. En 2009 fichó por el equipo chipriota del ETHA Engomis, donde jugó dos temporadas, promediando en la segunda de ellas 14,3 puntos y 10,0 rebotes por partido. Esa misma temporada disputó los playoffs de la liga griega con el Aris Salónica, jugando diez partidos en los que promedió 7,9 puntos y 5,7 rebotes.
En 2011 regresó a la Basketball Bundesliga para firmar con los Artland Dragons, equipo en el que permaneció cuatro temporadas, siendo la más destacada la 2013-2014, en la que promedió 11,7 puntos y 6,3 rebotes por partido.
En septiembre de 2015 firmó con el equipo turco del Royal Hali Gaziantep, Jugó una temporada en la que promedió 7,2 puntos y 4,5 rebotes por partido.
Tras un fallido fichaje por el JDA Dijon francés, en diciembre de 2016 regresó a Alemania para incorporarse al RheinStars Köln de la ProA, la segunda categoría del baloncesto germano. Acabó la temporada promediando 8,5 puntos y 7,2 rebotes por partido.
En agosto de 2017 volvió a su país de adopción, Chipre, para firmar con el Keravnos B.C., En su primera temporada promedió 8,9 puntos y 5,7 rebotes por partido.